# Andrzej Popiel (ur. 1990)
Andrzej Popiel (ur. 5 września 1990 w Krakowie) – polski aktor teatralny, filmowy i telewizyjny.

## Życiorys
Absolwent IX Liceum Ogólnokształcącego im. Zygmunta Wróblewskiego w Krakowie (2009). Ukończył PSA im. Aleksandra Sewruka przy Teatrze im. Stefana Jaracza w Olsztynie (2015). Na ekranie debiutował rolą Romka Głowackiego w „Wołyniu” Wojciecha Smarzowskiego.
Rozpoznawalność przyniosła mu kampania reklamowa sklepów sieci Żabka, gdzie przez 7 lat (2015–2022) był jej twarzą. Rozpoznawalność zyskał również jako odtwórca jednej z głównych ról w serialu „Korona Królów” w latach 2018–2020, gdzie wcielał się w postać księcia świdnickiego Bolka II Małego.
Aktor stołecznych teatrów.

## Filmografia
- 2013: Ojciec Mateusz – Arek Drabik, chłopak Gosi (odc. 132)
- 2014: M jak miłość – chłopak (odc. 1070)
- 2016: Wołyń (film) – Romek Głowacki
- 2016: Komisarz Alex – Mirek Baran, syn Czesława (odc. 92)
- 2016: Jestem mordercą – milicjant Stach
- 2016: Na Wspólnej – Konrad Liszecki (odc. 2336-2337, 2343, 2357)
- 2016: Barwy szczęścia – kolega Jędrka (odc. 1529, 1546)
- 2017: Sweet home Czyżewo (etiuda szkolna) – Romek
- 2017: Labirynt świadomości – kurier
- 2017: Belfer (serial telewizyjny) – właściciel mieszkania w Elblągu (odc. 4 sezon II)
- 2017: Klan (serial telewizyjny) – reporter telewizji MIX (odc. 2891, 3077)
- 2018: Kamerdyner – pomocnik Franza
- 2018-2019: Korona królów – Bolko II Mały, książę Świdnicki
- 2019: Za marzenia – agent Miss Gabi (odc. 18)
- 2019: Pan T. – asystent KMD
- 2019: Miłość Eli. Fragmenty (etiuda szkolna) – gość imprezy
- 2019: Ikar. Legenda Mietka Kosza – kelner
- 2019: Festyn (film) – selfie boy
- 2019, od 2022: Barwy szczęścia – Kajetan Broda Brodecki
- 2020: Lepsza połowa – Krzysztof Sobota (odc. 24)
- 2020: Całe moje życie (etiuda szkolna) – żołnierz
- 2021: Świat według Kiepskich – anioł (odc. 588)
- 2021: Chyłka. Oskarżenie (serial telewizyjny) – technik policyjny (odc. 4)
- 2021: Jak pokochałam gangstera – sędzia piłkarski
- 2022: Krawiec (spektakl telewizyjny) – barbarzyńca I
- 2023: Rafii (serial telewizyjny) – ksiądz Patryk (odc. 10)
- 2023: Na twoim miejscu – mężczyzna w klubie
- 2023: Archiwista (serial telewizyjny) – Długi (odc. 8)
- od 2023: Sprawiedliwi – Wydział Kryminalny – starszy aspirant Daniel Sikor Sikorski[1]
- 2024: Idź przodem, bracie – Gołaś (odc. 1-3, 5-6)